# Cyrtodactylus lekaguli
Il Cyrtodactylus lekaguli (Grismer, Wood, Quah, Shahrul, Muin Sumontha, Ahmad, Bauer, Wangkulangkul, Grismer & Pauwels, 2012) è una specie di geco che vive nella Thailandia meridionale.

## Etimologia
Il suo nome specifico, lekaguli, gli è stato assegnato in onore dell'ornitologo, erpetologo e biologo thailandese Boonsong Lekagul. I nomi vernacolari in lingua inglese (Lekagul's Bent-toed Gecko o Tuk-kai Boonsong Bent-toed Gecko) e in thailandese (Tuk-kai o took gai Boonsong) fanno anch'essi riferimento al naturalista thailandese.

## Descrizione
Nel Cyrtodactylus lekaguli il tipico colore dominante sul dorso e in generale nella parte superiore è il marrone chiaro, mentre sul ventre e nella parte inferiore è ancora più chiaro. Sul dorso del corpo sono presenti quattro o cinque fasce spesse di colore marrone scuro, orlate di scaglie chiare. Un'altra larga banda scura attraversa la parte posteriore del collo e si estende in avanti fino alla parte posteriore di ciascun occhio. La coda originale è a bande, mentre le code ricresciute sono violacee.
Gli esemplari giovani sono invece giallastri, con bande bruno-nerastre, con l'estremità della coda di solito bianca.
I maschi adulti hanno una lunghezza muso-cloaca di circa 10 cm (la lunghezza massima misurata è di 10,35 cm), le femmine sono poco più piccole (lunghezza massima 9,73 cm).

## Biologia

### Comportamento
La specie abita gli affioramenti rocciosi in habitat calcareo carsico nella Thailandia meridionale, ma è stato trovato anche su tronchi d'albero in prossimità di corsi d'acqua.

### Riproduzione
Il Cyrtodactylus lekaguli è una specie ovipara.

## Distribuzione e habitat
La specie vive esclusivamente nella Thailandia meridionale, nelle province di Trang, Phang Nga e Surat Thani. In quest'ultima provincia è stato rinvenuto anche nel parco nazionale di Khao Sok.
Gli esemplari vengono rinvenuti sui tronchi d'albero nelle foreste vicine ai corsi d'acqua, ma anche nelle fessure degli alberi e persino nelle case, in zone caratterizzate da terreni carsici o da grotte.

## Conservazione
Poiché non vi sono evidenze di gravi minacce né che la popolazione sia numericamente in declino, il Cyrtodactylus lekaguli è considerata specie a rischio minimo.